# Горан Триван
Горан Триван (Кладово, 1962) је српски политичар. Бивши је министар заштите животне средине у Влади Републике Србије. Члан је Социјалистичке партије Србије од њеног оснивања.

## Образовање и каријера
У родном Кладову је завршио основну и средњу школу. Дипломирао је на Шумарском факултету Универзитета у Београду. Био је на функцији министра омладине и спорта Републике Србије у првом сазиву Народне скупштине Републике Србије, од 11. фебруара до 31. јула 1991. године.
Радио је у државној шумарској компанији Србијашуме, где је касније постао извршни директор. Као истакнути члан тада владајуће странке, био је председник и члан Управног одбора бројних националних институција у различитим областима.
У новембру 2001. године, годину дана након свргавања Слободана Милошевића, ухапшен је због сумње да је починио кривично дело, које је оштетило млади камп у Кладову за 6,5 милиона динара. Касније је ослобођен због застарелости случаја.
Био је шеф београдског Секретаријата за заштиту животне средине од 2008. до 2017. године.

### Министар заштите животне средине
Дана 29. јуна 2017. године именован је за министра заштите животне средине Републике Србије у Влади Ане Брнабић. Триван је у августу 2017. године изјавио да Србији, која значајно заостаје за другим земљама у области заштити животне средине, треба инвестиција од 15 милијарди евра, како би се уредило поље животне средине. Такође је изјавио да ће његово министарство више радити на пројектима везаним за животну средину, боље управљати депонијама и смањити контролу штетних гасова и излучевина. Крајем августа 2017. године Триван је изјавио да је пре свега потребно уложити око 5 милијарди евра за пречишћавање воде и прављење система за обраду отпадних вода у Србији. Такође је критиковао продају водених извора страним компанијама у последњој деценији, рекавши да ће се Србија тек суочити са дугорочним последицама због таквих дела.